# Association pour l'étude des antiquités et de l'histoire de Nassau
L'Association pour l'étude des antiquités et de l'histoire de Nassau est fondée à Wiesbaden en 1812, ce qui en fait l'une des plus anciennes associations historiques d'Allemagne. Il se consacre à la recherche historique des territoires de la Maison de Nassau et des zones adjacentes et compte actuellement environ 1 500 membres, dont 943 dans l'association principale. L'association est basée dans les archives principales d'État de Hesse (de) à Wiesbaden. Il existe des clubs affiliés à Bad Ems, Diez, Idstein, Limbourg, Nassau, Selters (Taunus) et Selters (Westerwald).
L'association publie les Nassauischen Annalen depuis 1827. Il s'agit d'un annuaire historique complet. De plus, il apparaît irrégulièrement comme éditeur d'autres écrits. L'association et ses associations de branche organisent de nombreuses conférences et excursions historiques.
En plus des archives principales de l'État de Hesse, l'association coopère également avec la collection d'antiquités de Nassau, la bibliothèque d'État de Wiesbaden, l'office d'État de Hesse pour la préservation des monuments (de) et la commission historique de Nassau. Ces institutions sont historiquement étroitement liées à l'association.

## Histoire

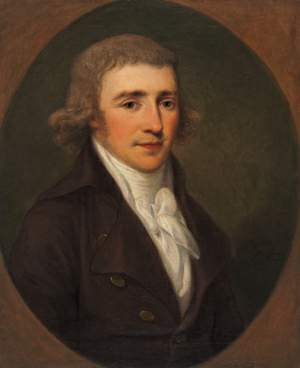
Johann Isaak von Gerning

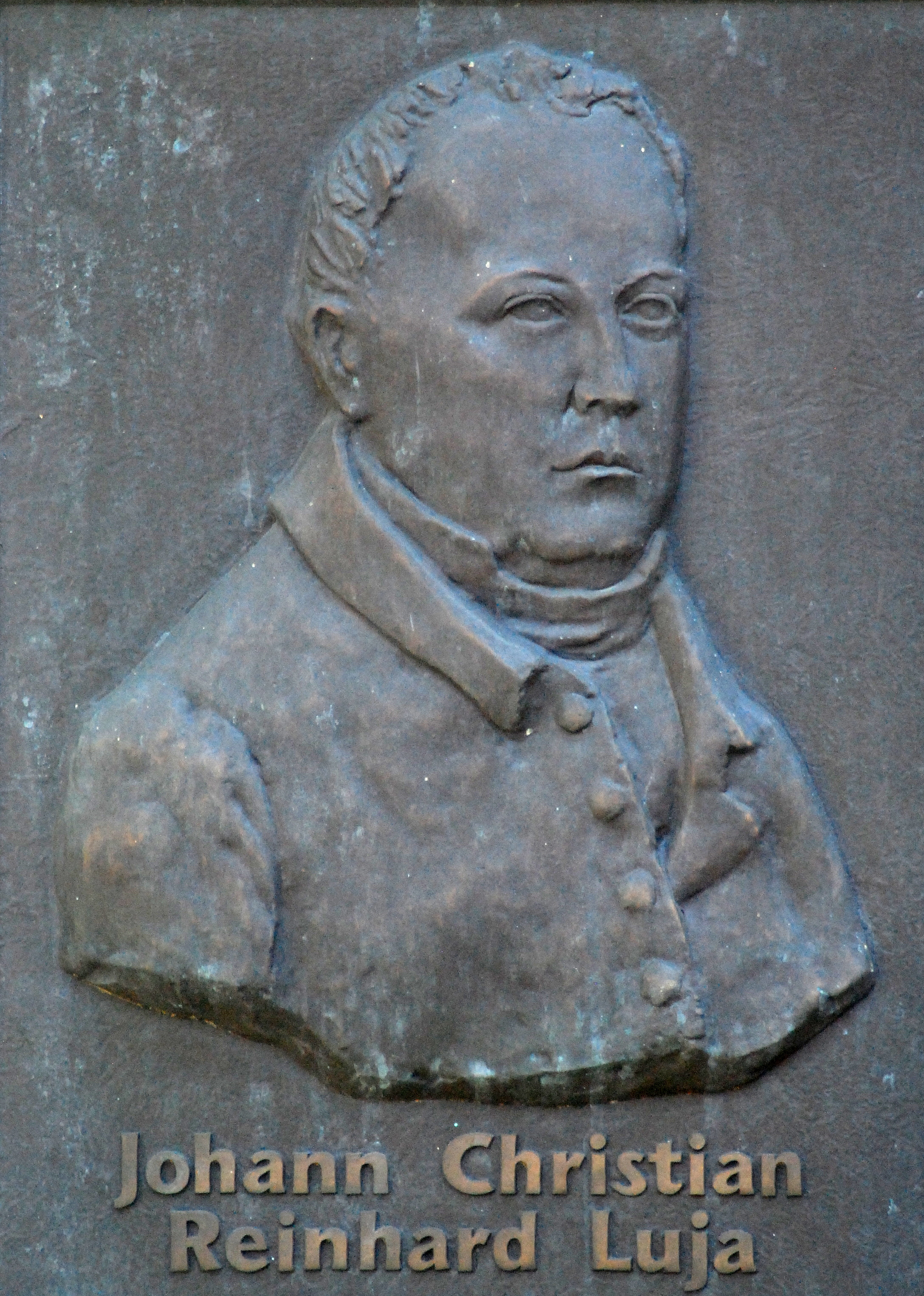
Johann Christian Reinhard Luja

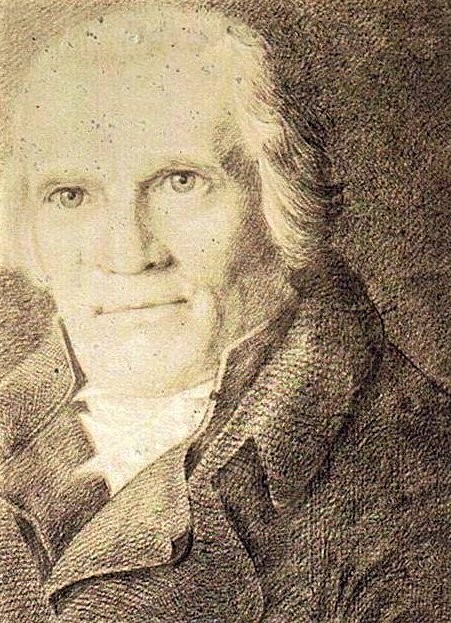
Christian Friedrich Habel

L'association est fondée en 1812 à l'initiative du pasteur Johann Christian Reinhard Luja (de), du Hofkammerrat Christian Friedrich Habel de Wiesbaden et de Johann Isaak von Gerning (de) de Francfort. L'intention initiale de fonder l'association est de rechercher les limes dans la région du duché de Nassau. Déjà dans la phase de fondation, les objectifs de l'association sont élargis pour inclure la recherche sur l'histoire régionale. La fondation de l'association est précédée par la formation du duché en 1806, qui forme un état contigu dans le Taunus et le Westerwald.
La date de fondation est le 2 novembre 1812, où Habel et von Gerning présentent un premier statut avec la loi fondamentale de la société antique pour le duché de Nassau et les pays voisins . Ce statut est déjà approuvé par le duc Frédéric-Auguste et le prince Frédéric-Guillaume en 1812/1813. En tant que directeur national, Habel est responsable de l'organisation de l'association. L'un des premiers partisans de l'association est le ministre d'État Ernst Franz Ludwig Marschall von Bieberstein, qui espère que les activités de l'association donneraient au duché une légitimation supplémentaire. Outre le maréchal von Bieberstein, le président de district Carl Friedrich Emil von Ibell (de) et le directeur du gouvernement Georg Möller (de) ainsi que d'autres hauts fonctionnaires figurent parmi les premiers membres de l'association. Selon Gerning, Johann Wolfgang von Goethe est l'un des premiers membres. À partir de 1827, Goethe est officiellement inscrit comme membre honoraire étranger.
La tourmente des guerres de Coalitions et du Congrès de Vienne et la réorganisation de l'État qui s'ensuit, mais aussi la mort de Habel en 1814, immobilisent temporairement l'association. Ce n'est qu'à l'initiative de Luja que le directeur d'État Möller accélère la reprise des activités de l'association à partir de 1820. De nouvelles statuts sont décidées pour la Société d'archéologie de Nassau, qui prévoit la création d'un musée en plus de la recherche. Le rétablissement officiel de l'association a lieu en 1821.

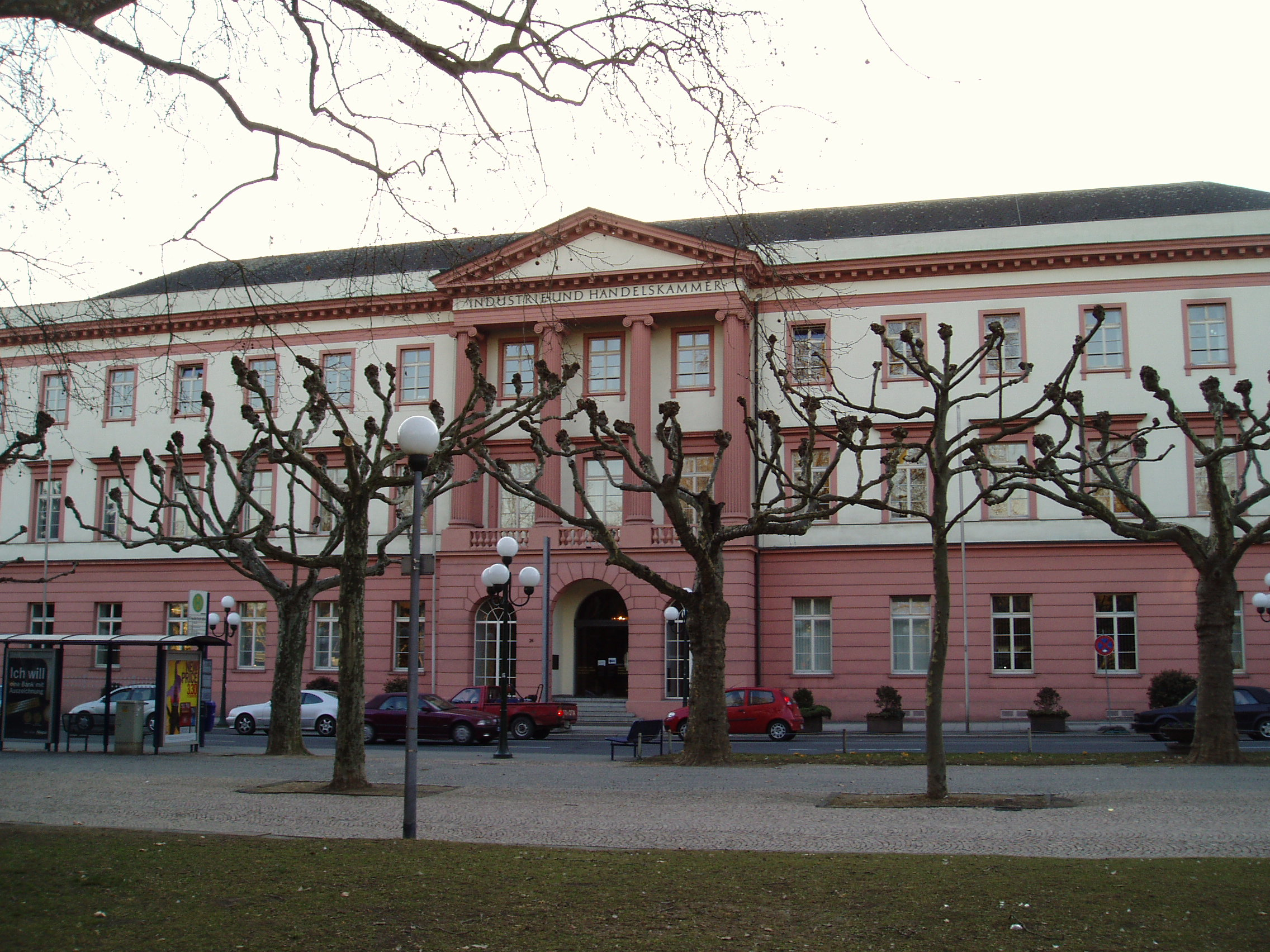
Le palais du prince héritier est le siège d'origine de l'association

L'association rétablie est une institution liée à l'État du duché de Nassau. Il est chargé de l'archéologie d'État (jusqu'en 1869) et de la conservation des monuments (jusqu'en 1902). Dans cette fonction, il constitue la collection d'antiquités de Nassau pour le compte de l'État. La collection est basée sur la collection privée de Johann Isaak von Gerning acquise dans les années 1820. L'association complète systématiquement des objets et des documents de valeur historique. Certaines d'entre elles sont issues de fouilles archéologiques initiées par l'association. L'association et la collection d'antiquités de Nassau sont hébergées avec la bibliothèque d'État de Nassau dans le palais du prince héritier (de).

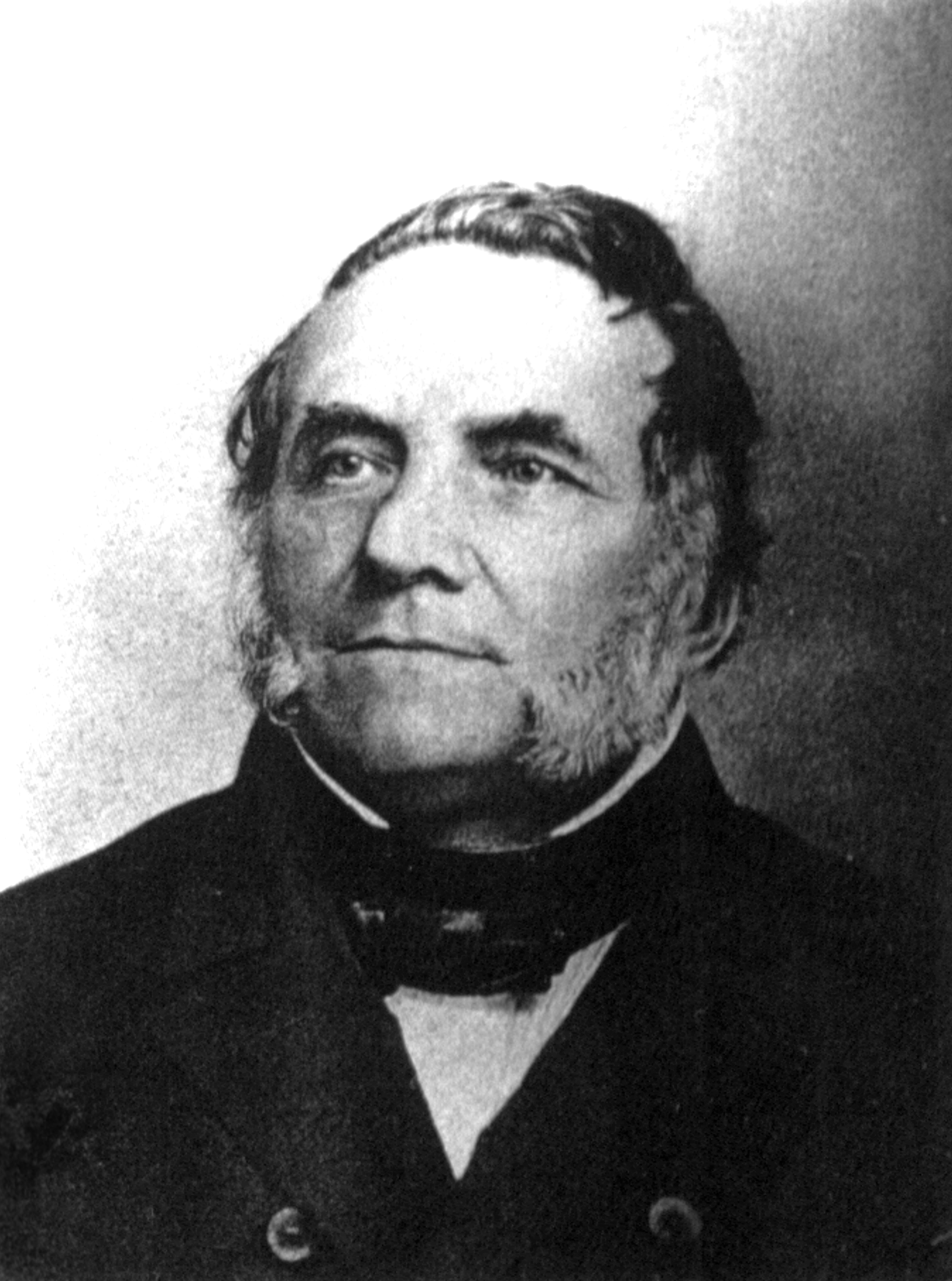
Friedrich Gustav Habel

L'archéologue et archiviste Friedrich Gustav Habel (de), fils du fondateur de l'association, est une figure formatrice de l'association pendant cette phase. Il effectue plusieurs fouilles archéologiques pour le compte de l'association, fonde la rédaction des Nassauischen Annalen (1827) et en est membre du conseil d'administration pendant 30 ans. Il constitue également une archive de documents à la bibliothèque d'État. Les archives servent de base à une commission historique chargée de rechercher l'histoire de l'État de Nassau et de sa régence. Outre Habel, Christian Daniel Vogel (de) et Johannes Weizel font partie de la commission. Après que la commission ait arrêté ses travaux sans résultat officiel, les archives de documents sont de nouveau dissoutes.
L'accent mis sur les questions archéologiques que Habel promeut a souvent conduit à des conflits au sein de l'association. Lors d'un second tour des élections au conseil d'administration en 1851, Habel est battu par le professeur Karl Rossel (de). Cela conduit Habel à redevenir membre. Pendant la Révolution de Mars, Rossel attire l'attention en tant que libéral radical et est renvoyé de l'enseignement en 1850. En conséquence, le contenu est réaligné et l'association s'est démocratisée. Le nombre de membres du club est passé de 175 (1851) à 570 (1860). Une grande partie des nouveaux membres proviennent de la classe moyenne éduquée.

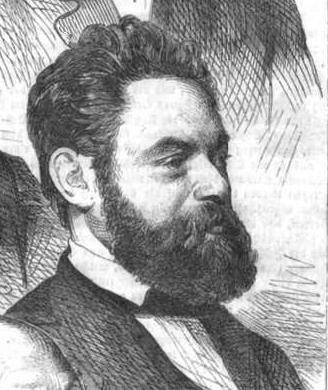
Carl Braun

L'association est membre fondateur de l'Association générale des associations allemandes d'histoire et d'antiquités (de) à Mayence en 1852. En 1861, la première assemblée générale de l'association de Nassau en dehors de Wiesbaden a lieu à Limbourg-sur-la-Lahn. La même année, l'homme politique de l'opposition Carl Braun reprend le conseil d'administration de l'association. En contrepartie de l'émancipation de l'association, le duché de Nassau reprend de plus en plus seul les tâches dévolues à l'association.
Dans la seconde moitié du XIXe siècle, l'association participe à de nombreuses fouilles archéologiques. Il s'agit avant tout des fouilles sur les Limes, notamment sur le château de Saalburg. De plus, des sites archéologiques de la préhistoire et de l'histoire ancienne tels que des tumulus et surtout les grottes de Steeden sont explorés. Les fouilles sont dirigées par le conservateur Karl August von Cohausen (de), qui est également l'un des auteurs les plus prolifiques des Nassauischen Annalen. Outre les fouilles, l'histoire du pays devient de plus en plus le centre des travaux de l'association, ce qui conduit à une relation plus forte avec les archives.

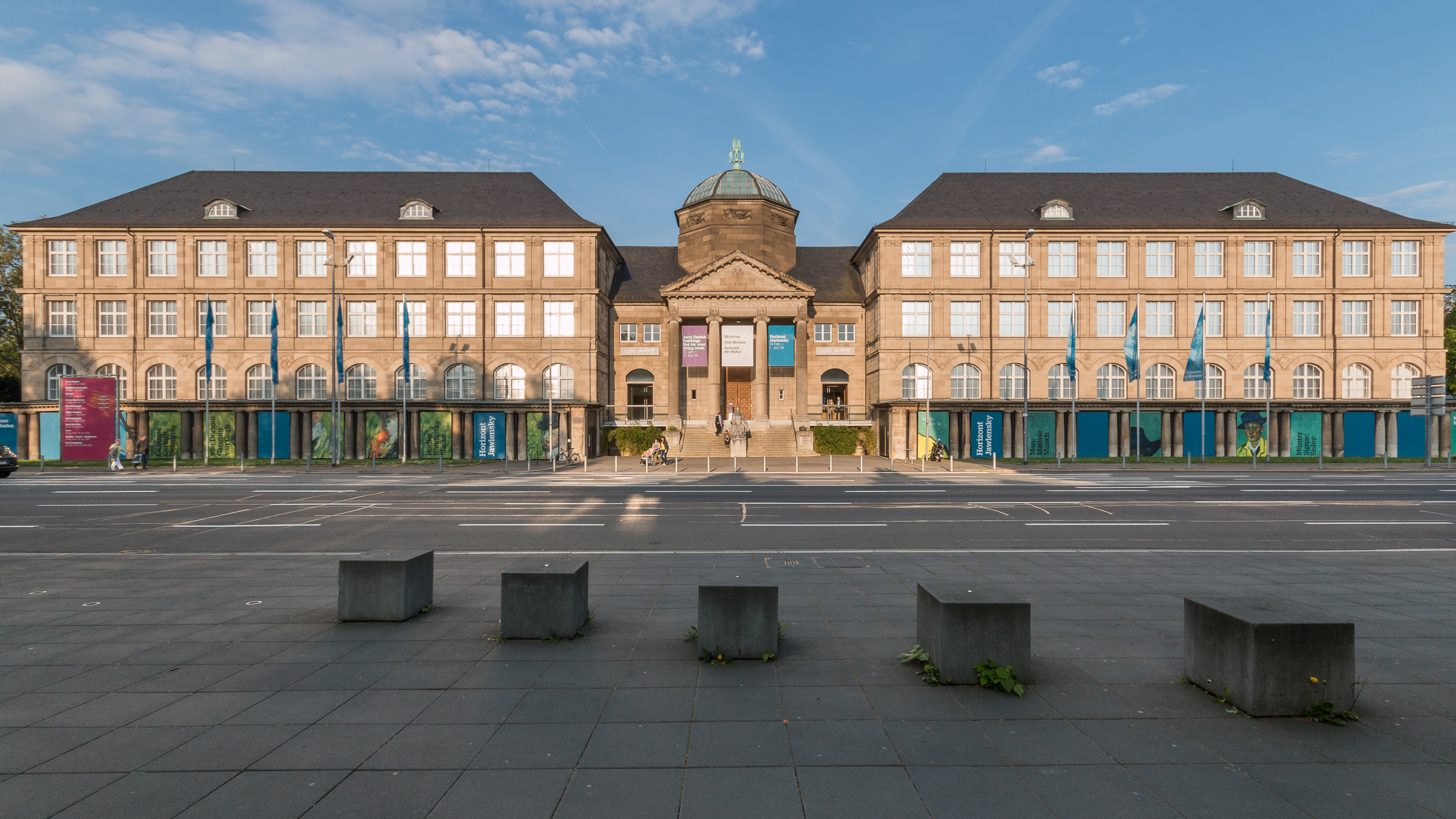
Musée d'État de Wiesbaden

Avec l'annexion (de) du duché de Nassau par le royaume de Prusse à la suite de la guerre contre l'Autriche en 1866, l'association est évincée des tâches publiques. Le musée et la collection d'antiquités de Nassau sont entièrement transférés à la ville de Wiesbaden, qui créé le Musée de Wiesbaden pour les collections scientifiques. L'archéologie d'État est confiée à un conservateur fonctionnaire et la bibliothèque de l'association est confiée à l'actuelle bibliothèque d'État de Wiesbaden. L'association setransforme en une association pour la culture de l'idée de patrie et une large éducation. À cette fin, des conférences publiques et des excursions sont de plus en plus organisées. La Commission historique de Nassau, qui existe encore aujourd'hui, est fondée en 1897 et publie de nombreuses publications sur l'histoire de l'État.
Avec l'importance croissante du mouvement de la patrie au passage du XIXe au XXe siècle, la perspective du travail de l'association s'oriente davantage vers le folklore et l'histoire locale. De plus, l'association se concentre davantage sur la régionalisation en fondant des groupes locaux. À l'instar du groupe local d'Idstein (1902), dix groupes locaux sont fondés jusqu'à la Première Guerre mondiale, pour la plupart dans les anciennes villes de résidence de la Maison de Nassau. Une conséquence de la régionalisation plus forte est l'augmentation significative du nombre de membres. En 1899, l'association compte 441 membres, en 1914, il y en a déjà 817. Le Nassauische Heimatblatt, un magazine folklorique illustré, se développe à partir du magazine du club Nachrichten, qui est uniquement destiné à fournir des informations sur les activités de l'association. Dans leur nationalisme et leur enthousiasme initial pour la guerre, ils sot le reflet de l'ère wilhelmienne.
Au début des années 1920, l'association souffre des séquelles de la guerre. Les Nassauischen Annalen ne sont pas publiées depuis plusieurs années. Les actifs de l'association sont perdus en raison des obligations de guerre et de l'inflation, et tous les groupes locaux n'ont pas repris leur travail dans toute leur ampleur. Lors de la célébration des 100 ans en 1921, l'association fait référence à son rétablissement en 1821. La situation se normalise à la fin des années 1920. De nouveaux groupes locaux peuvent être fondés et le nombre de membres est passé à 1 072 en 1928, avec des efforts croissants pour recruter des femmes comme membres.
Sous le national-socialisme, l'association est « synchronisée » en exigeant que quatre des sept membres du conseil d'administration appartiennent au NSDAP ; l'association en tant que telle continue d'exister. Le président de l'association de 1932 à 1962 est l'archéologue Ferdinand Kutsch (de). Pendant la Seconde Guerre mondiale, les travaux de l'association s'arrêtent. En novembre 1945, cependant, l'association reprend ses travaux. Le 8 juin 1946, les autorités d'occupation accordent la licence. Cependant, certains groupes locaux ne reprennent pas leurs activités après la guerre.

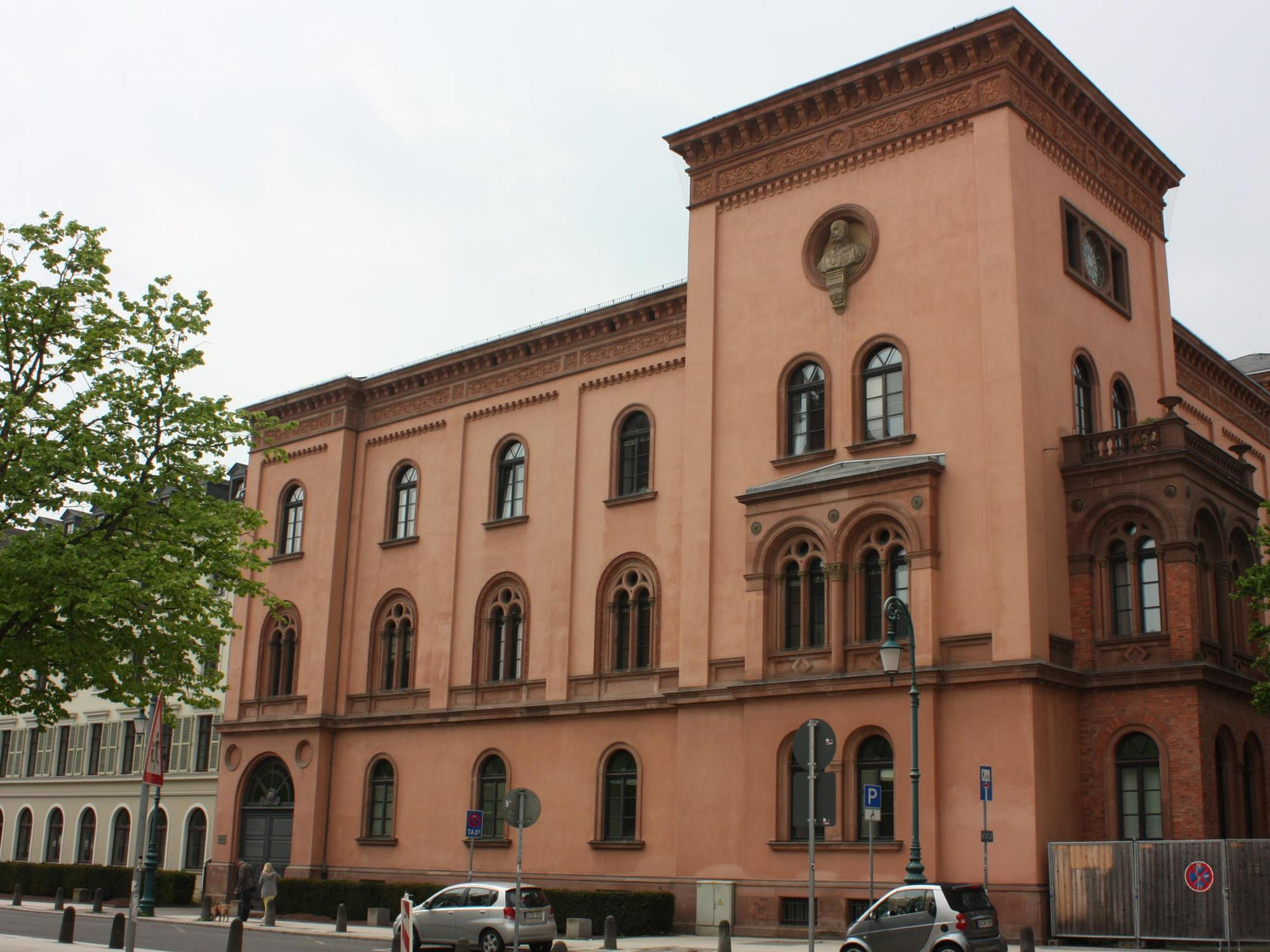
Le Wilhelmsbau du château de Wiesbaden a été le siège temporaire de l'association.

L'association ré-licenciée est hébergé dans le Wilhelmsbau du château de Wiesbaden pendant les premières années avant de retourner au musée de Wiesbaden. Les Nassauischen Annalen sont publiées chaque année depuis 1950. Le Nassauische Heimatblatt est à nouveau publié depuis 1951 avec un accent sur l'archéologie. Le Heimatblatt est interrompu en 1961 avec la publication des Fundberichte aus Hessen par l'Office d'État de Hesse pour la préservation des monuments (de). La Commission historique de Nassau se sépare de l'Association pour l'archéologie et la recherche historique de Nassau en 1948 et se constitue en association indépendante. L'association réussit à fonder d'autres groupes locaux. Certains des groupes locaux de l'association se développent en associations de branche indépendantes.

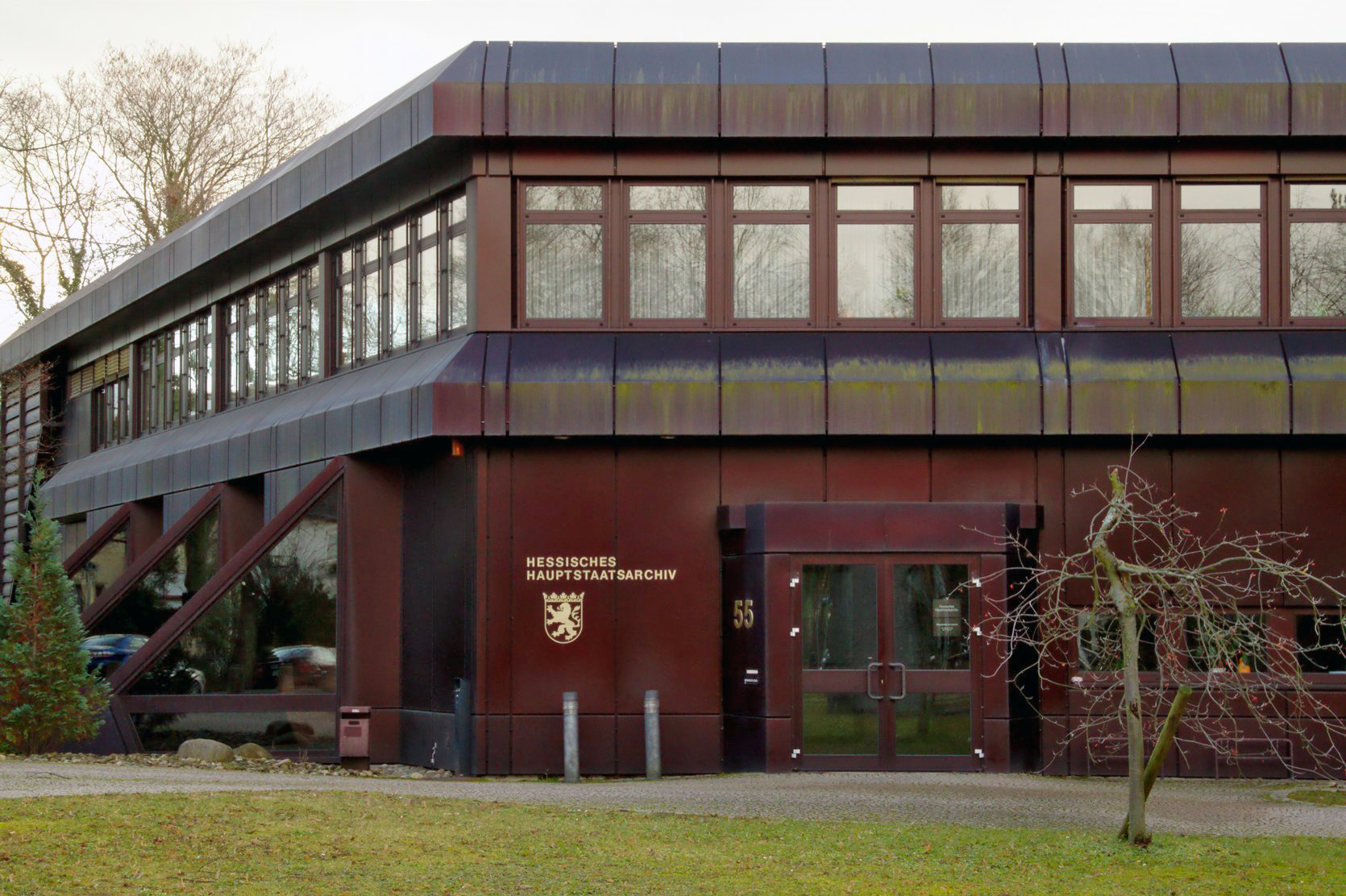
Les archives principales de l'État de Hesse

Après la construction du nouveau bâtiment des Archives principales de l'État de Hesse, l'association y déménage son siège en 1985. Il existe des liens étroits avec l'Office d'État pour la préservation des monuments de Hesse et la Bibliothèque d'État de Wiesbaden en tant que bibliothèque régionale pour le territoire de l'association. Malgré les efforts de l'association, la collection d'antiquités de Nassau est remplacée par la collection d'art du Musée de Wiesbaden. La collection n'est actuellement pas ouverte au public. Cependant, il devrait faire partie de l'exposition prévue au château de Wiesbaden.
En 2012, l'association, qui est désormais active dans les États de Hesse et de Rhénanie-Palatinat, fête son 200e anniversaire.

## Directeurs ou présidents
Jusqu'en 1921, le président de l'association porte le titre de directeur.
- 1861–1867 Karl Braun
- 1872–1874 August Hergenhahn
- 1878–1887 Friedrich Otto (de)
- 188700000 Victor von Eck (de)
- 1887–1890 August Spieß (de)
- 1932–1962 Ferdinand Kutsch (de)
- 1962–1979 Helmut Schoppa (de)
- 1979–1990 Heinz-Eberhard Mandera (de)
- 1990–2000 Klaus Kopp
- 2000–2009 Winfried Schüler (de)
- 2009–0000 Rolf Faber (de)

## Nassauische Annalen
L'association publie les Nassauischen Annalen depuis 1827. Elles comptent donc parmi les plus anciennes revues d'histoire régionale d'Allemagne. Au départ, il s'agit d'une séquence irrégulière de numéros individuels qui sont combinés en volumes. Depuis le volume 20 de 1888, un annuaire historique complet est publié presque chaque année. En raison notamment des interruptions causées par la guerre, aucun volume des Annalen n'est publié au cours des années. Les Nassauischen Annalen sont un périodique d'histoire régionale respecté. La portée géographique des Nassauischen Annalen comprend la région entre le Rhin, le Main, la Dill et Siegen. Un autre accent est mis sur l'histoire de la dynastie de la maison de Nassau. En 2012, le 123e volume est paru avec un volume d'environ 886 pages. L'association cède une partie de l'édition à la bibliothèque régionale de Wiesbaden, qui l'utilise pour échanger et conserver d'autres périodiques d'histoire régionale.
Le directeur de la publication, anciennement secrétaire de l'association, est chargé de l'édition des Nassauische Annalen.
- 1812–1828 Johann Christian Reinhard Luja (de)
- 1828–1851 Friedrich Gustav Habel (de)
- 1851–1856 Karl Rossel (de)[4]
- 185600000 Carl Ebenau
- 1857–1859 Karl Rossel
- 1885–1886 Eduard Ausfeld (de)
- 1892–1894 Emil Ritterling
- 1897–1921 Gottfried Zedler
- 1921–1927 Adolf Bach (de)
- 1938–1971 Otto Renkhoff
- 1971–1978 Wolf-Heino Struck (de)
- 1978–2009 Hans-Joachim Häbel
- 2009–2015 Rouven Pons
- 2015–0000 Carina Schmidt